# عد البطاقات

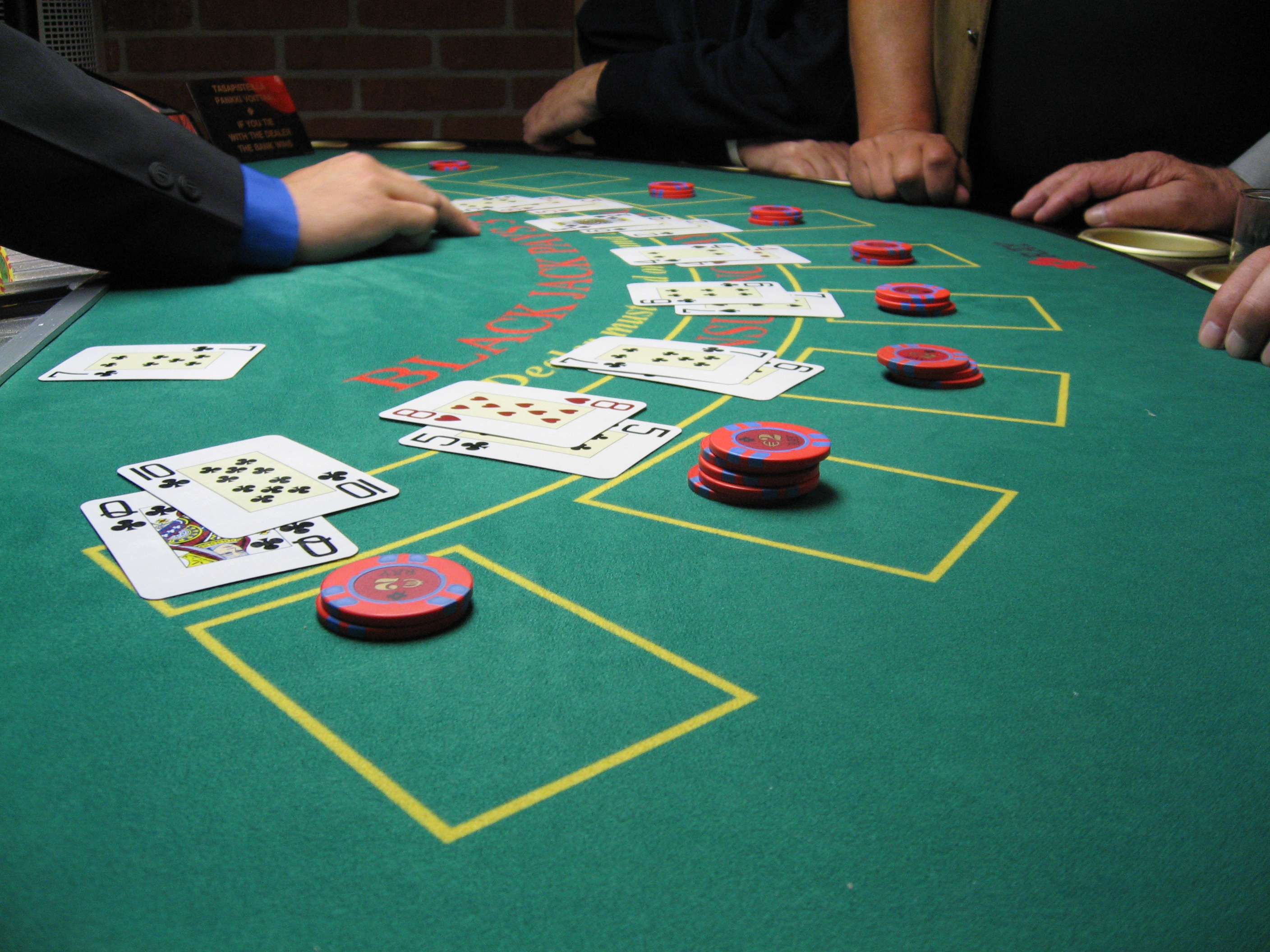
لعبة البلاك جاك

عد البطاقات هو إستراتيجية تُستخدم بشكل أساسي في العاب البلاك جاك تحديدًا بهدف التعرف على نوعية البطاقات المتبقية وهل تُقدم ميزة للاعب أم للديلر. ويستخدم اللاعبون المُحترفون هذه الإستراتيجية بهدف تقليل ميزة الكازينو المتأصلة في اللعبة وذلك من خلال الإحصاء المُستمر لجميع البطاقات ذات القيمة العالية والمنخفضة التي يقوم الديلر بتوزيعها. وبتطبيق هذه الاستراتيجية فإن اللاعب سوف يتمكن من وضع رهانات أكبر حينما يستنتج أن البطاقات التي لم توزع بعد ستكون مناسبة ليده، أما إذا وجد أن البطاقات المتبقية لن تكون مناسبة ليده فيُمكنه أن ينسحب لتقليل خسائره، أي أن هذه الاستراتيجية تضمن للاعب اتخاذ أفضل قرار وبالتالي فإنه يرفع أرباحه إلى أقصى درجة مُمكنة ويُقلل خسائره إلى الحد الأدنى.
عد البطاقات (أو كما يُشار إليه أحيانًا باسم قراءة البطاقات) غالبًا ما يشير إلى التعرف على قيمة عدد كافٍ من البطاقات بعد أن يقوم الديلر بتوزيعها، وبالتالي تحديد عدد البطاقات العالية وعدد البطاقات المنخفضة، ويتم استخدام هذه الاستراتيجية في ألعاب الخدع مثل بريدج أو سبيدز لتحسين الفوز بالحيل.

## الأساسيات
هناك عدة طرق لعد البطاقات في العاب البلاك جاك، وتستند الطرق الأكثر شيوعًا لهذه الاستراتيجية إلى دليل إحصائي وهو أن البطاقات العالية (مثل الآس والعشرة والصور، وبدرجة أقل بطاقات الـ 9) تفيد اللاعب أكثر من الموزع، بينما البطاقات المنخفضة (مثل 3، 4، 5، 6، وبدرجة أقل 2 و 7) تُفيد الديلر أكثر من اللاعب. ويستفيد اللاعب من زيادة البطاقات العالية بالطرق التالية:
1. تُزيد من فرص اللاعب في الحصول على البلاك جاك (11 + 10) والتي عادةً ما تُقدم ربحًا بنسبة 150% من مبلغ الرهان (يُطلق عليها أيضًا 3: 2 Blackjack)؛ في حين أن حصول الموزع على بلاك جاك سيؤدي إلى خسارة اللاعب.
2. إذا أيقن اللاعب أنه إذا سحب بطاقة إضافية فإنها سوف تجعل يده أقوى من الديلر فيُمكنه أن يُضاعِف رهانه ليحصل على ربحٍ أكبر، في حين أنه لا يمكن للديلر أن يُضاعِف رهانه.
3. تمنح اللاعب فرص إضافية لتقسيم يده؛ بينما لا يستطيع الديلر تقسيم يده.
4. إذا كانت هناك الكثير من بطاقات العشرة التي لم توزع بعد فيُمكن أن يكون رهان التأمين مربحًا جدًا لأن الديلر يُمكن أن يفوز.
5. كثرة وجود بطاقات العشرة تُزيد أيضًا من احتمالات تجاوز 21 بالنسبة للديلر. أما اللاعب الذي يقوم بعدّ البطاقات فإنه سيكون على علم بأن أغلب البطاقات المُتبقية هي بطاقات عالية لهذا فإنه لن يسحب المزيد من البطاقات وفي هذه الحالة من المرجح جدًا أن يفوز لأن الديلر سوف يتجاوز الرقم الذهبي (21).

من ناحية أخرى، فإن البطاقات المُنخفضة تُفيد الديلر جدًا! فوفقًا لقواعد البلاك جاك يجب أن تكون قيمة يد الديلر هي 16 وإذا كان معه آس فيجب أن تكون قيمة يده هي 17، لذا فإن البطاقات المنخفضة تكون آمنة أكثر له، أما البطاقات المُرتفعة فيُمكنها أن تجعله يتجاوز قيمة الـ 21 بسهولة. على سبيل المثال، إذا كان الديلر يحمل يد بقيمة تتراوح بين (12-16) فسوف يسحب بطاقة جديدة والتي يُمكن أن تجعله يتجاوز قيمة الـ 21 إذا كانت قيمتها تتراوح بين (9- 10)، واللاعب الذي يقوم بعدّ البطاقات يكون على علم بهذا الموقف ويتخذ قراره على هذا الأساس 
على عكس الأسطورة الشائعة فإن عد البطاقات لا يحتاج إلى قدرات عقلية عبقرية! فلا يتعين على اللاعب أن يحفظ قيمة كل بطاقة يتم توزيعها. بدلاً من ذلك فإن اللاعب الذي يقوم بعد البطاقات فإنه يقوم بجمع/ طرح نقطة واحدة لكل بطاقة يتم توزيعها، وبالتالي فإن العدد النهائي لعمليات الجمع والطرح سوف يُعرفهم بمتوسط عدد البطاقات العالية/ المنخفضة التي لم توزع بعد - وهي عملية تسمى الاحتفاظ بـ «العدد الجاري». ويرجع أصل الأسطورة القائلة بأن اللاعبين الذين يستخدمون هذه الاستراتيجية يتعقبون قيمة كل بطاقة إلى فيلم Rain Man عام 1988، والذي ظهرت فيه الشخصية الموهوبة ريموند بابيت وهو يحفظ قيمة كل بطاقة تم توزيعها من 6 حُزَّم أي أنه حفظ قيمة 312 بطاقة خلال جلسة لعب واحدة، وفي نفس الوقت قال أحد موظفي الكازينو بأنه من المستحيل عد ستة حُزَّم من البطاقات!  

### الأنظمة
أثناء عد البطاقات يقوم اللاعب بتعيين قيمة موجبة أو سالبة أو صفرية لكل بطاقة يتم توزيعها. ومع كل بطاقة جديدة يتم توزيعها يقوم اللاعب بتحديث العدد النهائي للبطاقات التي تم توزيعها. يتم تعيين البطاقات المنخفضة بقيمة (+1) لأنها تزيد نسبة البطاقات العالية في المجموعة المتبقية من البطاقات، بينما البطاقات العالية فيتم تعيين قيمتها على أنها (-1) لأنه مع كل بطاقة عالية يتم توزيعها فإن إجمالي البطاقات العالية التي لم تُوزع بعد يقل. على سبيل المثال، فإن نظام Hi-Lo يطرح نقطة واحدة لكل بطاقة يتم توزيعها من (10، آس، ملك، ملكة، جاك)، وهو يُضيف نقطة واحدة لأي قيمة تتراوح بين (2-6). فيما يتم تخصيص قيمة صفرية للبطاقات من (7 إلى 9) وبالتالي فهي لا تؤثر على العد.
الهدف من نظام عد البطاقات هو تعيين قيم النقاط المتبقية والتي لم توزع بعد، وهذا الأمر يُقلل من ميزة الكازينو بشكلٍ كبير؛ فالكازينو يعتمد على العشوائية الموجهة التي تمنح اللاعب فرصة محدودة في الفوز على المدى القصير، وتمنح الكازينو مكاسب على المدى الطويل. وكلما تم توزيع بطاقة جديدة فإن اللاعب سيقوم بتحديث العدد النهائي للبطاقات وبالتالي فإنه يتمكن من التنبؤ بالبطاقات المتبقية، وتقييم ميزة المنزل الحالية للعبة بناءً على البطاقات المتبقية.
يعتبر نظام High-Low هو أبسط وأسهل نموذج لأن عدد التشغيل لا يزيد أو ينقص بأكثر من قيمة واحدة محددة مسبقًا. أما أشكال العدد متعدد المستويات مثل Zen Count أو Wong Halves أو Hi-Opt II فهي تعمل على التمييز الدقيق بين قيم البطاقة للحصول على دقة أكبر. فبدلاً من جمع البطاقات على أساس قيمة +1 أو 0 أو −1، فإن العدد المُتقدم يتضمن أيضًا تصنيفات البطاقات التي يتم احتسابها على أنها +2 و −2 أو +0.5 و -0.5. قد يحتفظ اللاعبون المتقدمون بالإضافة إلى ذلك بعدد مُنفصل لبطاقات معينة، مثل عدد الأصوص الجانبية وللتعامل مع المواقف التي يختلف فيها أفضل عدد لدقة الرهان عن أفضل عدد لدقة اللعب.
من عيوب المستوى الأعلى من عد البطاقات هو ان تتبع المزيد من المعلومات قد ينتقص من القدرة على اللعب بسرعة ودقة. قد تكسب بعض عدادات البطاقات المزيد من المال من خلال العد البسيط بسرعة - المزيد من توزيعات الورق في الساعة التي يتم لعبها - بدلاً من لعب عد معقد ببطء.
يوضح الجدول التالي أهم أنظمة عد البطاقات وهي كالتالي: 
| إستراتيجية البطاقة | 2    | 3  | 4  | 5    | 6  | 7       | 8 | 9    | 10, J, Q, K | A  | مستوى العد |
| ------------------ | ---- | -- | -- | ---- | -- | ------- | - | ---- | ----------- | -- | ---------- |
| Hi-Lo              | +1   | +1 | +1 | +1   | +1 | 0       | 0 | 0    | −1          | −1 | 1          |
| Hi-Opt I           | 0    | +1 | +1 | +1   | +1 | 0       | 0 | 0    | −1          | 0  | 1          |
| Hi-Opt II          | +1   | +1 | +2 | +2   | +1 | +1      | 0 | 0    | −2          | 0  | 2          |
| KO                 | +1   | +1 | +1 | +1   | +1 | +1      | 0 | 0    | −1          | −1 | 1          |
| Omega II           | +1   | +1 | +2 | +2   | +2 | +1      | 0 | −1   | −2          | 0  | 2          |
| Red 7              | +1   | +1 | +1 | +1   | +1 | 0 أو +1 | 0 | 0    | −1          | −1 | 1          |
| Halves             | +0.5 | +1 | +1 | +1.5 | +1 | +0.5    | 0 | -0.5 | −1          | −1 | 3          |
| Zen Count          | +1   | +1 | +2 | +2   | +2 | +1      | 0 | 0    | −2          | −1 | 2          |